# Heidi Robbiani
Heidi Robbiani, née le 27 octobre 1950, est une cavalière suisse de saut d'obstacles.

## Biographie
Sœur du pilote de moto Max Hauri, elle obtient ses plus grands succès durant les années 1980 avec la jument irlandaise Jessica V.
Elle fait sa première apparition en compétition internationale en 1981. L'année suivante, elle devient championne de Suisse et intègre l'équipe nationale. En 1983, la Suisse remporte le championnat d'Europe de saut d'obstacles et la Coupe des nations de saut d'obstacles. En 1985, elle remporte la médaille d'argent au championnat d'Europe en individuel et par équipe.
Aux Jeux olympiques d'été de 1984 à Los Angeles, elle gagne la médaille de bronze dans la compétition individuelle.

## Source, notes et références
1. ↑  (de) « Heidi Robbiani », sur munzinger.de (consulté le 12 avril 2023).
2. ↑  http://www.les-sports.info/heidi-robbiani-equitation-spf58266.html